# Particella β

La radiazione alfa è costituita da nuclei di elio e viene fermata da un foglio di carta. La radiazione beta, costituita da elettroni o positroni, viene fermata da una sottile lastra di alluminio, la radiazione gamma richiede la schermatura con materiale denso come piombo o cemento.

La radiazione beta è una forma di radiazione ionizzante emessa da alcuni tipi di nuclei radioattivi.

Radiazione

Questa radiazione assume la forma di particelle beta (β), che sono particelle ad alta energia, espulse da un nucleo atomico in un processo conosciuto come decadimento beta. Esistono due forme di decadimento beta, {\displaystyle \beta ^{-}} e {\displaystyle \beta ^{+}}, che emettono rispettivamente un elettrone e un positrone.
Un esempio di decadimento {\displaystyle \beta ^{-}} è un neutrone che viene convertito in un protone, un elettrone e un antineutrino elettronico (l'antiparticella del neutrino):
{\displaystyle {\mbox{n}}\rightarrow {\mbox{p}}+{\mbox{e}}^{-}+{\bar {\nu }}_{e}}
Nel decadimento {\displaystyle \beta ^{+}} (osservabile in nuclei ricchi di protoni), un protone interagisce con un antineutrino elettronico per dare un neutrone e un positrone (il decadimento diretto del protone in positrone non è stato ancora osservato):
{\displaystyle {\mbox{p}}+{\bar {\nu }}_{e}\rightarrow {\mbox{n}}+{\mbox{e}}^{+}}
A causa della presenza del neutrino, l'atomo e la particella beta normalmente non rinculano in direzioni opposte. Questa osservazione sembrava violare il principio della conservazione dell'energia e del momento, ma poiché una tal cosa non sembrava probabile, Wolfgang Pauli postulò l'esistenza di una terza particella neutra il cui nome - neutrino - fu coniato dall'italiano Edoardo Amaldi, stretto collaboratore di Enrico Fermi, che a sua volta elaborò una teoria del decadimento beta che ancora oggi può essere considerata valida entro un ottimo livello di approssimazione. Tale decadimento è mediato dalla forza nucleare debole.
L'interazione delle particelle beta con la materia ha generalmente un raggio d'azione dieci volte superiore, e un potere ionizzante pari a un decimo rispetto all'interazione delle particelle alfa. Vengono bloccate completamente da pochi millimetri di alluminio.

## Applicazioni
Le particelle beta possono essere utilizzate per trattare problemi di salute come il cancro agli occhi e alle ossa e sono anche usate come traccianti. Lo stronzio-90 è il materiale più comunemente usato per produrre particelle beta.
Le particelle beta vengono utilizzate anche nel controllo qualità per testare lo spessore di un prodotto, come la carta, che si produce tipicamente attraverso un sistema di rulli. Parte della radiazione beta che viene diretta verso il prodotto viene assorbita durante il passaggio attraverso il prodotto stesso. Se il prodotto è troppo denso o troppo sottile, verrà assorbita una quantità di radiazioni corrispondentemente diversa. Un programma software che monitora la qualità della carta prodotta sposterà quindi i rulli per modificare lo spessore del prodotto finale.
Un dispositivo di illuminazione chiamato betalight contiene trizio e un fosforo. Quando il trizio decade, emette particelle beta; queste colpiscono il fosforo, facendo sì che il fosforo emetta fotoni, proprio come il tubo a raggi catodici in un televisore. L'illuminazione non richiede alimentazione esterna e continuerà finché esiste il trizio (e i fosfori stessi non cambiano chimicamente); la quantità di luce prodotta si ridurrà alla metà del suo valore originale in 12,32 anni, pari all'emivita del trizio.
Il decadimento {\displaystyle \beta ^{+}}(o positrone) di un isotopo utilizzato come tracciante radioattivo è, invece, la fonte dei positroni utilizzati nella tomografia a emissione di positroni (scansione PET).

## Storia
Henri Becquerel, mentre sperimentava la fluorescenza, scoprì per caso che l'uranio impressionava una lastra fotografica, avvolta con carta nera, con una radiazione sconosciuta che non poteva essere spiegata come raggi X.
Ernest Rutherford continuò questi esperimenti e scoprì due diversi tipi di radiazioni:
- particelle alfa che non sono apparse sulle lastre Becquerel perché sono state facilmente assorbite dalla carta da imballaggio nera.
- particelle beta che sono 100 volte più penetranti delle particelle alfa.

Rutherford pubblicò i suoi risultati nel 1899.
Nel 1900, Becquerel misurò il rapporto massa-carica ( m / e ) per le particelle beta con il metodo di J.J. Thomson utilizzato per studiare i raggi catodici e identificare l'elettrone. Egli scoprì che e / m per una particella beta è la stessa dell'elettrone di Thomson, quindi suggerì che la particella beta fosse in realtà un elettrone.

## Salute
Le particelle beta penetrano moderatamente nei tessuti viventi e possono causare mutazioni spontanee nel DNA.
Le sorgenti beta possono essere utilizzate nella radioterapia per distruggere le cellule tumorali.